# Minuskel 4
Minuskel 4 (in der Nummerierung nach Gregory-Aland), ε 371 (von Soden) ist eine griechische Minuskelhandschrift des Neuen Testaments auf 212 Pergamentblättern (18,5 × 14,3 cm). Mittels Paläographie wurde das Manuskript auf das 13. Jahrhundert datiert. Ursprünglich wurde er als Codex Regius 84 bezeichnet. 
Der Kodex befindet sich zurzeit in der Bibliothèque nationale de France (Gr. 84) in Paris.

## Beschreibung
Der Kodex enthält fast den vollständigen Text der vier Evangelien mit vier Lakunen (Mat. 2:9–20; Mar 15:42–16:14; Joh. 1:1–13.49–3:11). Er wurde stichometrisch in einer Spalte pro Seite mit 26–28 Zeilen pro Seite geschrieben. Zudem enthält er ein Synaxarium, Martyrologium, stichoi und Auszüge einiger Kirchenväter. Der Text Johannes 7:53–8:11 ist mit einem Obelus markiert.

## Text des Kodex
Der griechische Text des Kodex ist eine Mischung verschiedener Texttypen. Aland ordnete ihn in keine Kategorie ein. Er ist nahe am Kodex 273.

## Geschichte des Kodex
Der Kodex wurde von Erasmus in seiner Ausgabe des Novum Testamentum verwendet. Robert Estienne nutzte es in seinem Editio Regia (1550) und bezeichnete ihn mit γ'. John Mill bemerkte den Bezug zur lateinischen Version und der Complutenser Polyglotte.